# Rafael Simón Jiménez
Rafael Simón Jiménez Meleán (Barinas, estado Barinas, Venezuela, 2 de abril de 1953) es un político y exdiputado venezolano. El 12 de junio de 2020 fue designado por el Tribunal Supremo de Justicia de Venezuela como rector y vicepresidente del Consejo Nacional Electoral, acción que, según sectores de la oposición al chavismo, produce el desconocimiento de la Constitución de Venezuela al no dejar que sea la Asamblea Nacional quien convoque la elección del nuevo Consejo Nacional Electoral. El 6 de agosto de 2020 dimitió como rector y vicepresidente del organismo electoral.

## Biografía
Hijo de Trina Melean, y Rafael Octavio Jiménez. Ingresó en el Movimiento al Socialismo (MAS), siendo electo como diputado al parlamento nacional en 1998 por el Estado Barinas, apoyando las políticas del presidente Hugo Chávez. En el año 2002 es electo como Primer Vicepresidente de la Asamblea Nacional de Venezuela, ese mismo año se divide el MAS denominándose temporalmente MAS-más y MAS-menos, sector liderado por Rafael Simón Jiménez junto con Ismael García y Didalco Bolívar, después deciden fundar una nueva organización denominada Por la Democracia Social (Podemos). Luego del golpe de Estado de 2002 Rafael Simón Jiménez condena la acción pero llama a conceder una amnistía general a los participantes.
El 14 de junio de 2003 deja Podemos debido a sus desavenencias con García y funda el movimiento «Vamos» con el cual inicia su progresiva desvinculación de la administración chavista, pasándose al bando opositor. Vamos participó en las elecciones regionales de 2004 sin obtener resultados significativos, luego Rafael Simón Jiménez terminaría fusionando su organización con el partido Grupo Socialdemócrata (GSD), a su vez conformado por una escisión del partido Alianza Bravo Pueblo (ABP), naciendo en 2005 el partido Polo Democrático (PD o Polo). Cesó como diputado en 2006 y fue elegido miembro de la dirección de la campaña electoral del aquel año, del candidato opositor Manuel Rosales. En el año 2007 su partido PD se disolvió y sus militantes, incluyendo a Jiménez, se integraron en el partido Un Nuevo Tiempo (UNT) de Rosales. 
En 2008 se postuló con el apoyo de UNT y otras organizaciones opositoras, como gobernador del estado Barinas, para las elecciones regionales del 23 de noviembre, pero salió derrotado, quedando en tercer lugar con sólo el 5,04 % de los votos. y cesando así su militancia en UNT.
En junio de 2020 fue elegido y juramentado como rector principal y vicepresidente del Consejo Nacional Electoral por el TSJ, con Indira Alfonzo presidenta, para organizar las elecciones parlamentarias de Venezuela de 2020. El presidente de la Asamblea Nacional y líder opositor, Juan Guaidó rechazó el procedimiento del TSJ y afirmó que la Asamblea Nacional es la única con derecho a escoger la comisión electoral. El vicepresidente de la Asamblea Nacional Juan Pablo Guanipa llamó al desconocimiento de la comisión dictada por el TSJ. El 6 de agosto de 2020 anuncia su renuncia como vicepresidente del CNE.[cita requerida]